# Polyvalente

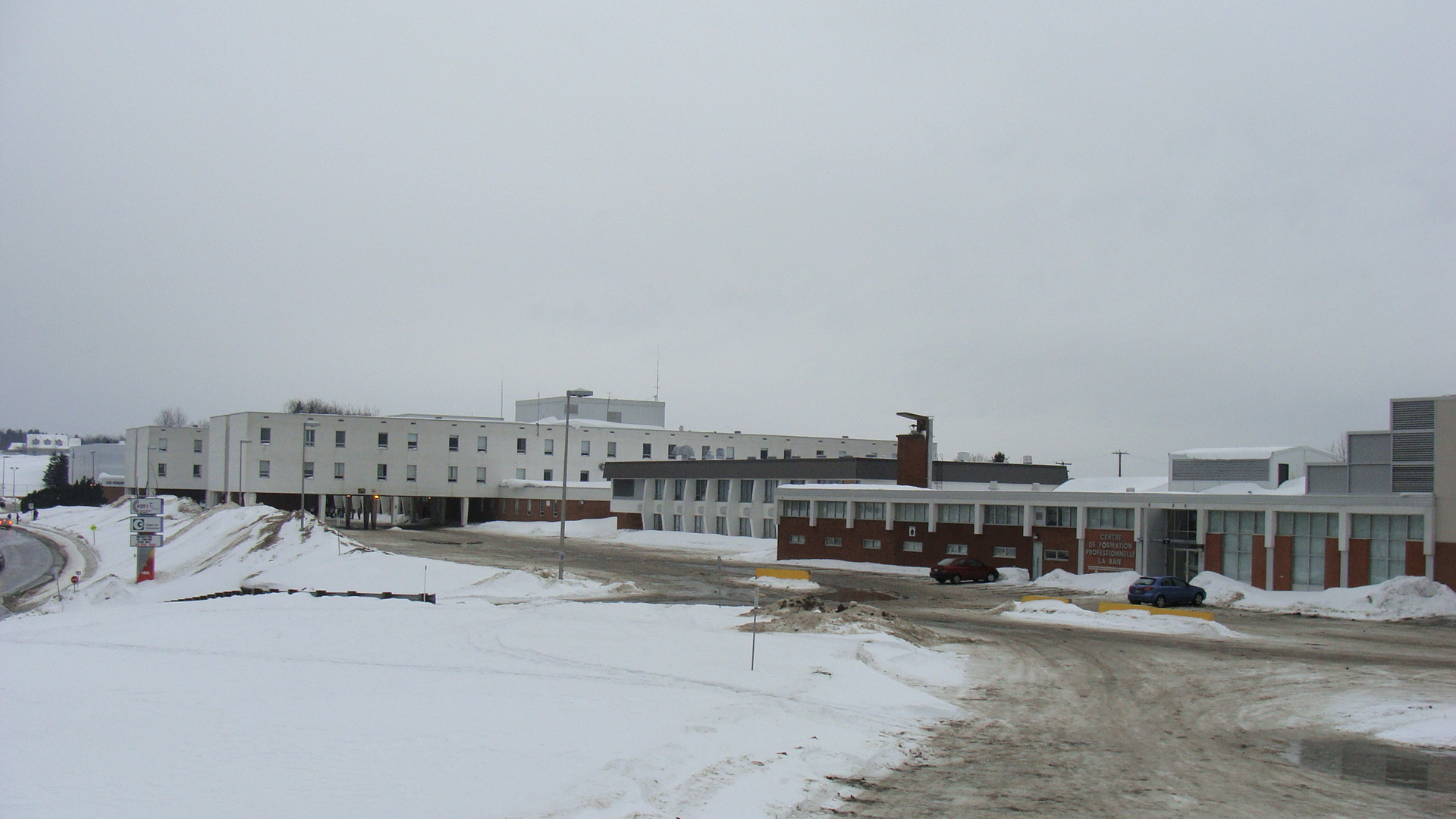
Polyvalente de La Baie, à Saguenay. L'école secondaire est à gauche et le centre de formation professionnelle à droite.

Une polyvalente était un établissement d'enseignement secondaire multi-fonctionnel dans le système scolaire québécois, qui tentait son inspiration de la Comprehensive school, telle que défini dans les années 1950 par James B. Conant, chimiste, président d'Harvard et ancien du projet Manhattan, afin de sélectionner la main d’œuvre technique et scientifique dans le cadre de la guerre froide. Une polyvalente diffère d'une école secondaire par la présence de cours de formation générale et de formation professionnelle, ce qui aurait permis un cycle d'orientation avant celui de la formation professionnelle.
Le concept fut abandonné et le terme n'est plus utilisé depuis le 10 février 2001. Un cours secondaire général pour tous s'est imposé comme la norme et la formation professionnelle est devenue post-secondaire dispensée dans des centres spécialisés conçus à cet effet et partiellement subventionnés par le gouvernement fédéral au nom de la formation de la main d’œuvre. Cette dernière a pu renaître de ses cendres, ayant beaucoup souffert de la réforme scolaire. Ainsi, les établissements d'enseignement désignés comme polyvalentes sont devenus des écoles secondaires. Toutefois, certaines écoles secondaires qui étaient autrefois des polyvalentes conservent toujours le terme « polyvalente » dans leur dénomination officielle.

## Première polyvalente du Québec
Pour certains deux écoles peuvent prétendre au titre de première école polyvalente du Québec. L'école secondaire Gérard-Filion a été ouverte en septembre 1963 à Longueuil et était la première école secondaire régionale au Québec, dans le cadre de l'Opération 55, qui a été construite par la commission scolaire dont Filion était président, lui qui était aussi vice-président de la Commission royale d'enquête sur l'enseignement au Québec et directeur du journal Le Devoir. Elle a pris officiellement le nom d'école polyvalente en 1968,. La Cité des jeunes de Vaudreuil, dont le projet est initié dès 1961 et inaugurée en mai 1964, est également présentée comme la première polyvalente au Québec,,. Elle a été créée à l'initiative du Ministre de la Jeunesse, d'alors, devenu Ministre de l'Éducation en 1964, Paul Gérin-Lajoie qui était également député de Vaudreuil-Soulanges.